# Yanni Regäsel
Yanni Regäsel (Berlijn, 13 januari 1996) is een Duits voetballer die doorgaans als rechtsback speelt. Hij verruilde Hertha BSC in februari 2016 voor Eintracht Frankfurt.

## Clubcarrière
Regäsel werd geboren in Berlijn en speelde in de jeugd bij Reinickendorfer Füchse en Hertha BSC. Op 31 oktober 2015 debuteerde hij in de Bundesliga in het Olympiastadion tegen Borussia Mönchengladbach. Hij kwam na 78 minuten in het veld als vervanger voor Valentin Stocker. De volgende speeldag kreeg de rechtsachter van coach Michael Frontzeck zijn eerste basisplaats in het uitduel tegen Hannover 96.

## Interlandcarrière
Regäsel speelde reeds interlands voor Duitsland –15, Duitsland –18 en Duitsland –19.